# Psecas zonatus
Psecas zonatus är en spindelart som beskrevs av Galiano 1963. Psecas zonatus ingår i släktet Psecas och familjen hoppspindlar. Inga underarter finns listade i Catalogue of Life.